# König Pest
König Pest (im Original: King Pest) ist eine 1835 im Southern Literary Messenger erstmals erschienene Erzählung von Edgar Allan Poe, die das Thema der Bedrohlichkeit des Todes und der menschlichen Freiheit auf burleske Weise behandelt.

## Handlung
Es ist Pestzeit im London des 14. Jahrhunderts. Der lange dürre Legs und der untersetzte dicke Hugh Tarpaulin, Seeleute alle beide, prellen in einer Londoner Kaschemme die Zeche, flüchten vor dem Wirt und retten sich in ihrer Angst und Trunkenheit in den verbotenen Sperrbezirk, in dem die Pest herrscht. Dort geraten sie in den über einem großen Weinkeller gelegenen Saal eines Bestatters, in dem eine merkwürdige Gesellschaft um ein mächtiges Punschgefäß versammelt ist: Ein gelbgesichtiger Riese mit einem Zug widerlicher Güte, der in ein schwarzseidenes Bahrtuch gehüllt ist und einen menschlichen Oberschenkelknochen benutzt wie ein Präsident; eine aufgequollene Wassersüchtige mit einem so großen Mund, dass ihr die Ohrgehänge hereinfallen, wenn sie ihn öffnet, in einem frisch gestärkten Totenhemd; eine dünn und klein geratene Schwindsüchtige mit sehr langer Nase in einem Sterbehemd aus feinstem Schleierbatist; ein ebenfalls aufgequollenes, vor Stolz fast platzendes Männlein in einem Wappenrock, das sein von Gicht geschwollenes bandagiertes Bein auf den Tisch gelegt hat; ein Säufer im Endstadium, dem bereits wie einem Toten das Kinn hochgebunden, dem die Hände gefesselt sind und dessen riesige Ohren sich nur spitzen, wenn irgendwo eine Flasche aufgezogen wird; sowie ein mit einem Sarg „bekleideter“ Syphilitiker – in die Seitenwände sind Löcher für die Arme geschnitten –, der sich durch riesige Glotzaugen auszeichnet, von denen man meist nur das Weiße sieht. Über den sechs gemeinsam aus Totenschädeln Zechenden hängt ein Skelett an der Decke, das sich in der Zugluft dreht; in der Hirnschale brennt ein Feuerchen und gibt der düsteren Szene Licht. Legs und Hugh Tarpaulin sind nicht sonderlich beeindruckt, letzterer bricht sogar in lautes Gelächter aus, sie werden jedoch gebeten, ebenfalls Platz zu nehmen und der Vorsitzende stellt auf Legs’ Wunsch sich und seine Mitzecher vor: Er sei der König Pest, die Wassersüchtige sei die Königin Pest und die anderen seien der Erzherzog Pestbeule (Pest-Iferous), der Herzog Pest-Ilenz (Pest-Ilential), der Herzog Buda-Pest (Tem-Pest) sowie die Erzherzogin Ana-Pest. Und sie hätten sich versammelt, um bei einer Wein-, Bier- und Liqueurprobe die Wohlfahrt des allbeherrschenden Todes zu fördern. Als Hugh Tarpaulin darauf respektlos mit einer Erwähnung des Teufels reagiert, verurteilt der Präsident ihn und seinen Kumpan wegen frechen Eindringens dazu, eine Gallone Portwein auf einen Zug auszutrinken. Legs sagt, das könne er nicht, Hugh Tarpaulin macht sich jedoch anheischig es zu schaffen, erwähnt aber wieder den Teufel. „Verrat!“ schreien die Versammelten und werfen Hugh Tarpaulin in ein ungeheures Bierfass, in dem er untergeht. Erzürnt wirft Legs den König Pest in den Weinkeller hinab und schließt über ihm die Tür, reißt das Skelett von der Decke und schlägt damit so wild um sich, dass alle Pestherzöge erschlagen werden, Legs stürmt mit der dicken Dame im Totenhemd davon, das Bierfass ist umgekippt, auch Hugh Tarpaulin hat sich gerettet und entweicht mit der Erzherzogin Ana-Pest.
Die Inhaltsangabe beruht auf der Übersetzung von Hans Wollschläger.

## Deutung
Wie oft bei Poe geht es darum, sich einer scheinbaren Autorität durch mörderisches Handeln zu entledigen. Hier ins Gewand der Burleske, fast eines Studentenulks gekleidet, ist es der König Pest mit seinen Räten, wie es 13 Jahre später in „Hopp-Frosch“ der fette König mit seinen Ministern ist, der überwunden werden muss. Wie in „Das Fass Amontillado“ dem Fortunato wird dem König Pest ein Weinkeller zum Verhängnis – auch wenn er dort nicht eingemauert, sondern nur hinabgestürzt und die Falltür über ihm geschlossen wird. Und wie der Held in „Hopp-Frosch“ mit seiner Freundin Tripetta entkommt, gabeln sich hier die zwei Seeleute die beiden anwesenden Damen auf und flüchten mit ihnen in die Freiheit.
Die Erzählung wurde mit dem Untertitel „Eine Erzählung, die eine Allegorie enthält“, veröffentlicht. Es handelt sich um eine Allegorie des Todes und der ihn verursachenden Krankheiten, zugleich aber um ein Gleichnis auf die menschliche Freiheit, die sich durch noch so viel Entsetzliches nicht einschüchtern lässt. Poe steigert seinen makaberen Humor in dieser Erzählung bis zum Äußersten; indem er Grauen auf Grauen häuft, entsteht schließlich Komik.
Das Motto der Erzählung stammt aus der Tragödie „Gorboduc“ (auch „Ferrex und Porrex“) von Thomas Sackville, Baron Buckhurst, und entspricht dem lateinischen Sprichwort Quod licet Iovi, non licet bovi. Diese Auffassung wird in der Erzählung jedoch nicht bestätigt, sondern widerlegt: König Pest und seine Räte erweisen sich als anmaßende Popanze, die von den beiden Helden entzaubert werden, indem sie sie umbringen und ihnen die Frauen klauen.